# 鍾君揚
鍾君揚（英語：Freeyon Chung Kwan Yeung，1989年4月30日—），香港男主持、演員及《2016年度香港先生選舉》季軍，曾是無綫電視經理人合約藝員。

## 背景

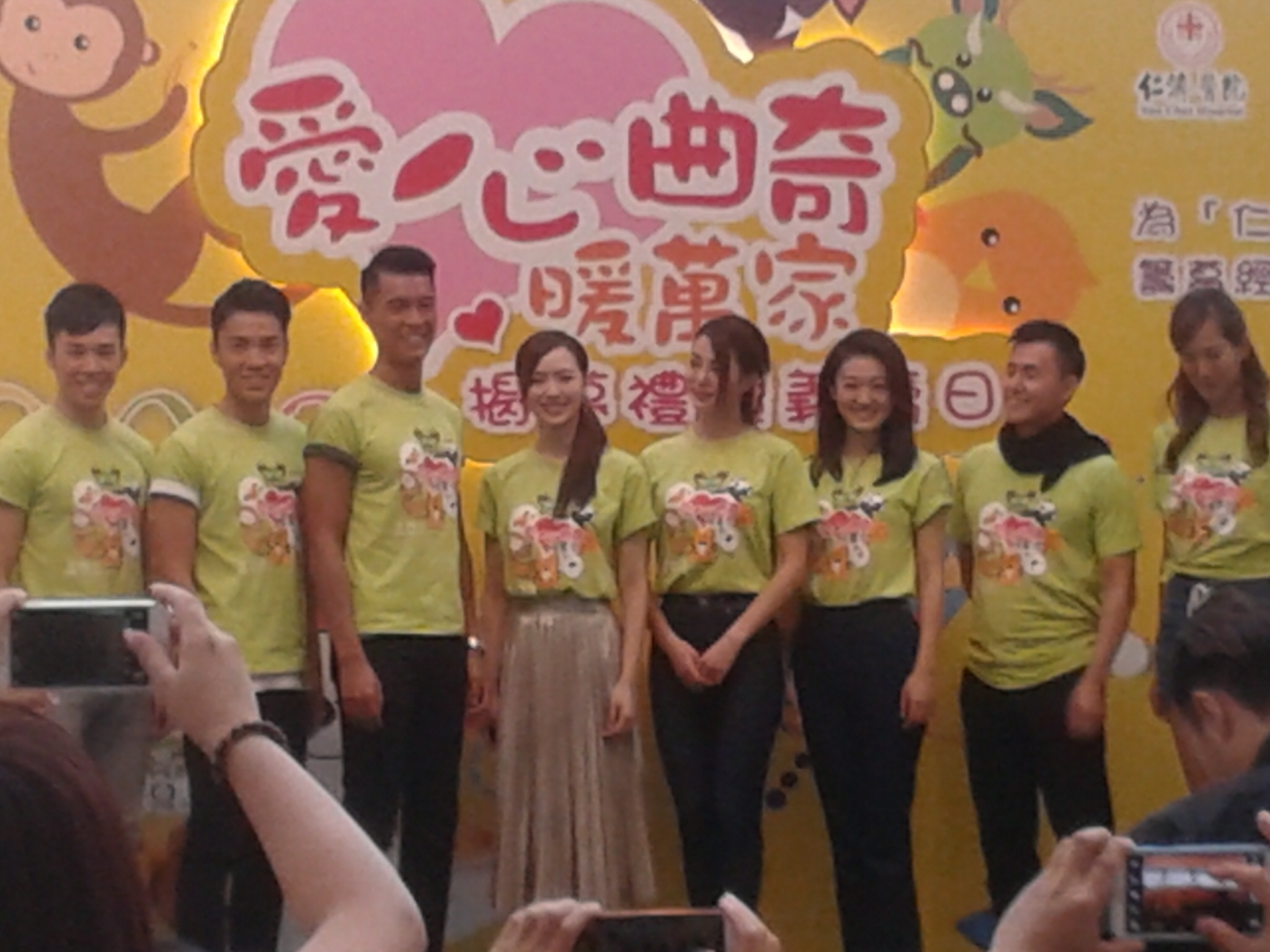
「愛心曲奇暖萬家」慈善義賣活動（左一者為鍾君揚）

鍾君揚在加拿大萬錦市成長，早年就讀 Ramer Wood Public School（讀至2003年八年級畢業）和馬克維爾高級中學（Markville Secondary School）（2007年畢業），自小已參與大學舉辦的數學比賽。升上中學後是田徑與跨欄校隊成員。他於2007年至2012年期間在滑鐵盧大學主修數學副修音樂，2012年在皇后大學完成教師學士學位課程後，先在同年10月於教育團體 Education Arts Canada 任職教育劇場演出者。至2014年在 Bayview Secondary School 和 Keswick High School 兼職數學及音樂科教師。他其後於萬錦市于人村Unionville High School（2014年9月至2015年6月）和馬克維爾高級中學（2015年8月至2016年）任教數學和音樂。在2016年《型•男家族》多倫多選拔賽奪得冠軍後，曾於加拿大新時代電視兼職任主持。
基於2016年香港先生及香港小姐選美首次同辦，故一同在台上公佈得獎者。鍾君揚最終奪取2016年香港先生選舉季軍；2016年底獲安排入讀為期3個月的演藝進修班，並成為旗下經理人合約藝人，至2020年5月中選擇離開。

## 演出作品

### 電視劇（無綫電視）
| 首播         | 劇名              | 角色                    |
| 2017至2018年 | 愛·回家之開心速遞 | 義工（第56集）          |
| 2017至2018年 | 愛·回家之開心速遞 | 超（第138集）           |
| 2017至2018年 | 愛·回家之開心速遞 | 速遞員（第184集）       |
| 2017至2018年 | 愛·回家之開心速遞 | Patrick（第210集）      |
| 2017至2018年 | 愛·回家之開心速遞 | Margin（第419集）       |
| 2017年       | 踩過界            | 蒲客（第3、4集）        |
| 2017年       | 踩過界            | 大學舊生（第6集）       |
| 2017年       | 踩過界            | 漁護人員（第19集）      |
| 2017年       | 誇世代            | 医生（第13集）          |
| 2018年       | 是咁的，法官閣下  | 面試者（第1集）         |
| 2018年       | 跳躍生命線        | 同學（第18集）          |
| 2019年       | 好日子            | 少年齊仟寶（第16-18集） |
| 2019年       | 她她她的少女時代  | 樂隊成員（第16、18集）  |
| 2020年       | 法證先鋒IV        | 卓南                    |
| 2020年       | 機場特警          | 情侶（第24集）          |
| 2021年       | 伙記辦大事        | 張副官（第16集）        |
| 2021年       | 逆天奇案          | 保鑣（第3集）           |
| 2022年       | 鐵拳英雄          | 寒露（第25-28集）       |

### 主持節目（無綫電視）
| 首播         | 節目名          | 備註 |
| 2017年4月1日 | Think Big遊學團 | 與林希靈、黃愷怡、余德丞、李雯希、阮浩棕、 黃碧蓮、馬俊傑、單文柔、鍾晴一同主持                                                                                                 |
| 2017-19年    | Big Big小明星   | 與黃碧蓮、馬俊傑、單文柔、鍾晴、何依婷、伍樂怡、邱晴及鄧家禮一同主持 |
| 2017-19年    | Think Big天地   | 與林希靈、黃愷怡、余德丞、李雯希、阮浩棕、 黃碧蓮、馬俊傑、單文柔、鍾晴、何依婷、伍樂怡、邱晴、鄧家禮、曾展望、徐文浩及王虹茵一同主持；「冒險之旅」角色為王子兼為「矇豬豬」配音 |
| 2019年3月3日 | 東張西望        | |

### 綜藝節目（無綫電視）
| 首播   | 節目名                     | 備註       |
| 2016年 | 今日VIP                    | 9月9日嘉賓 |
| 2016年 | 香港先生選舉 2016 總決賽   | 進入前四強 |
| 2016年 | 2016年度香港小姐競選總決賽 |            |
| 2017年 | 最緊要好玩                 |            |
| 2018年 | 萬千星輝賀台慶             |            |

## 外部連結
- 鍾君揚的Facebook專頁
- 鍾君揚的Instagram帳戶 - 鍾君揚（個人）
- 2016香港先生選舉檔案 - 1. 鍾君揚 （页面存档备份，存于）
- Online Track Database Athlete Results for Freeyon Chung，2007年 （页面存档备份，存于）